# River (2003年の映画)
『river』（リバー）は、2003年に北海道を中心に公開された劇場映画。鈴井貴之第2回監督作品・大泉洋初主演作品。東京国際映画祭、釜山国際映画祭、ヨーテボリ映画祭出品作品。全国的に名が知られている俳優をほとんど起用せず、北海道の役者を中心にキャスティングし、スタッフも北海道在住（あるいは出身）の人間を多く集めるなど、「MADE IN 北海道」にこだわった作品である。これは「中央（東京）で作ったからと言って必ずいい作品が出来るわけではない」という鈴井の思いから生まれたコンセプトである。
この作品は色味や撮影手法など、通常とは異なる方法で制作されている。これは物語が明るい話ではないので、全体的に暗く仕上げているのである。そのため、「man-hole」や「銀のエンゼル」とは違った仕上がりになっている。
犯罪やホラーシーンなど多く含まれるためPG12指定である。

## ストーリー
警邏中に通り魔に遭遇したものの、拳銃に弾を入れていなかったがために人質の女性を見殺しにしてしまった実直な警察官、佐々木耕一。佐々木のせいで大切な恋人を失った藤沢聡。交通事故によってオリンピックの夢を断たれたスキージャンプの選手、九重達也。幼い頃、イジメに遭った横井茂。4人それぞれが忌まわしい過去を持つ。ある日、同窓会で会った4人は、謎の男が提案した「記憶を操作できる薬」を北海薬品工業から盗み出す計画に参加する。しかし、横井は自分の息子がけがをしたと連絡が入り脱退。残った3人は薬のデータを盗むことに成功し、受け渡し場所に向かう。藤沢は途中で別行動を取るが、偶然通りかかったという横井の車に拾われ受け渡し場所へ向かった。
だが、着いた場所は既に廃墟と化したかつて彼らが通っていた小学校だった。実は、横井は他のクラスメートからのイジメから助けなかった彼らへの復讐を企てていた。薬を盗み出す計画は彼らを誘き寄せるための罠だったのだ。
佐々木と九重が校庭で銃声を聞いた。佐々木はすぐさま校舎に突入した。九重はいち早く逃げ出すものの、狂気と化した横井を止めることはできず、彼が所持していた拳銃やミリタリーナイフで無残にいたぶられ瀕死の状態に。再び銃声を聞いた佐々木はその九重を発見する。藤沢は荒れ果てた校舎を逃げまどい、横井に拳銃で撃たれ重症を負う。さらに響く銃声に佐々木は全てを悟り、横井を体育館で発見する。
佐々木が体育館に着くと、横井は一人でバスケットボールをしていた。やがてしみじみに語り出すと、身を隠す佐々木に銃を乱射した。佐々木も護身用の拳銃を取り出すものの、対峙しても銃弾を入れていなかったため発砲できなかった。窮地に立たされた佐々木だったが、重症を負いつつ体育館までたどり着いた藤沢が投げたバスケットボールが横井の背中に当たり、横井が佐々木ともみ合ううちに落とした拳銃を藤沢が取り上げ、横井を撃ち抜いた。
佐々木は「オレは警察官だった」と藤沢に言い、「でも誰も助けられなかった」と静かに言った。すると藤沢は恋人を見殺しにした憎む警官が佐々木だということを解釈する。気絶から覚めた横井に不意に首を取られる佐々木。その佐々木に藤沢は銃口を向け「お前だったのか」と語った。これにより佐々木自身も見殺しにした女性が藤沢の恋人だと解釈した。佐々木は藤沢の恋人に命乞いされた一言「助けて」とつぶやいた後、最後の銃声が響く。校舎裏手の川のせせらぎが流れると同時に映画は幕を降ろす。

## キャスト
- 佐々木耕一：大泉洋（TEAM NACS）
- 藤沢聡：安田顕（TEAM NACS）
- 九重達也：佐藤重幸（TEAM NACS）
- 横井茂：音尾琢真（TEAM NACS）
- 須藤裕子（佐々木の恋人）：中村麻美
- 川塚剛志（佐々木の上司、同じく警察官）：森崎博之（TEAM NACS）
- 佐藤探偵：佐藤誓
- 小杉和幸（横井の同僚、計画の首謀者）：田中剛
- 権藤健司（同じく横井の同僚、通り魔事件の犯人）：川井"J"竜輔
- 外崎慶子（藤沢の恋人）：宮崎奈緒美
- 不動産屋：小橋亜樹
- イベンター：河野真也（オクラホマ）
- 工場関係者A：藤尾仁志（オクラホマ）
- オカマ：田中護
- 佐々木（少年時代）：佐藤正一
- 藤沢（少年時代）：佐々木駿
- 九重（少年時代）：早坂四郎
- 横井（少年時代）：宮津清也

## スタッフ
- 企画・原作・脚本・監督：鈴井貴之
- プロデューサー：麻生栄一・鈴井亜由美
- ラインプロデューサー：波多野ゆかり
- 音楽：佐々木秀夫
- エンディングテーマ：太陽族「戦友」
- イメージテーマ：花男（太陽族）「今日の日はさようなら」
- 撮影：藤原秀夫
- 照明：吉村雅治
- 美術：中原芳雄
- 録音・音響効果：横山達夫
- 編集：小島俊彦
- スタイリスト：小松江里子
- 制作プロダクション：インデックス・コア
- 製作・配給：CREATIVE OFFICE CUE

## エピソード
- 監督の鈴井は普段とは違う大泉洋を表現するべく、「ストレートパーマ・小動物好き・無口なキャラクター」の役を彼に与えた。実際のところは、ご覧のとおり天然パーマ、動物は嫌い、おしゃべりである。
  - 大泉は撮影中、役作りのためにずっと寡黙でいたのだが、周囲の人間からは「機嫌が悪いのか」と勘違いされ、場の空気が読めない（自称）佐藤から茶化されていた。
  - 大泉は撮影後、役を引きずりすぎて、ラジオもバラエティーも楽しめなくなってしまったという。[1]
- 探偵役は本来、監督自身がやる予定だったが、妻（現在は離婚）でプロデューサーの鈴井亜由美から「出るな」と言われてしまい、やむなく大学時代の友人である、佐藤誓を代役に立てた。その頃から「事務所を替えたい」「俺のタレントとしての売り出し方はおかしい」とボヤくようになった。
  - 監督曰く、「プロデューサーは一番偉いので、プロデューサーの言うことには逆らえない」とのこと。
- DVDに収録されているメイキングのナレーションは『水曜どうでしょう』の藤村忠寿Dである。
  - ちなみに『水曜どうでしょう』の嬉野雅道、藤村忠寿両名も友情出演として、取材班としてHTBアナウンサー（当時）の小野優子らとともに出演している。
- オカマ役の「まもちゃん」こと田中護は、『モザイクな夜』の初代元気くんである（なお、2代元気くんとして起用されたのが大泉）。
- 画面がとことん寄りかとことん引き、逆光、その上バックショットが多いため、NACSメンバーからは「役者の顔が映らない映画」と言われた。
- 音楽は佐々木秀夫が、現場にターンテーブルなどを持ち込んでその場で行うという、それまでにない手法を採っている。
- 森崎は大泉以外の役者とあまり絡まない役どころに不満だったが、キャストのクレジットでいわゆる「止め前」だったことに満足したようだ。
- 映画公開を記念して、2003年9月1日から5千枚限定で共通ウィズユーカードが発行された。
- キャンペーンのために鈴井・大泉の両名が舞台挨拶を行う劇場では、入場券を求めて徹夜で並ぶファンが行列を作った。